# Маркс, Герхард
Герхард Маркс (нем. Gerhard Marcks; 18 февраля 1889, Берлин — 13 ноября 1981, Бургброль, Айфель) —  немецкий скульптор и график, один из крупнейших европейских скульпторов XX века.

## Биография
Начиная с 1908 года Маркс работал в скульптурной мастерской под руководством Георга Кольбе и Августа Гауля. В этот свой ранний период он занимался с фарфором и создал многочисленные статуэтки животных. В 1912—1913 годах Маркс проходил воинское обучение в Любеке. По его окончании он начал сотрудничать с Вальтером Гропиусом в связи в предстоящей Профсоюзной выставкой в Кёльне.
В 1914 году скульптор женился на Марии Шмидтлейн. С началом Первой мировой войны был призван в армию, однако в связи с тяжёлой болезнью в 1916 году комиссован. В 1917 году Маркс поступил на фаянсовую фабрику Вельтен-Фордамм, где создавал цветные статуэтки животных, которые затем шли в серийное производство. В 1918 году он поступил в берлинскую Государственную школу прикладного искусства, в класс Бруно Пауля. В 1919 году Маркс был приглашён в Веймар и принимал участие в проекте Баухаус. В 1920 году он возглавил отделение художественной керамики в школе Баухаус в Дорнбурге. Здесь после знакомства с Лионелем Фейнингером он начал заниматься ксилографией и резьбой по дереву.
С 15 сентября 1925 года Маркс преподавал скульптуру в Высшей школе искусства и дизайна в Галле (замок Гибихенштейн). В этот период совершил несколько рабочих поездок в Париж, в Италию (в римскую Немецкую академию искусств Вилла Массимо) и в Грецию. Также во время работы здесь он создал скульптурную пару коровы и лошади для построенного в 1928 году моста Гибихенштейнбрюкке. В том же году он был удостоен премии Вилла-Романа и стал ректором Высшей школы в Галле.
После прихода к власти в Германии национал-социалистов в 1933 году Маркс был уволен из руководимой им школы (перед этим Маркс высказывался против изгнания его коллег и студентов нацистами) и уехал в Аренсхоп в Мекленбурге. С 1936 года он жил и работал в Берлине.
В 1937 году национал-социалисты конфисковали 86 работ скульптора в немецких музеях и собраниях, 5 из них выставили на выставке Дегенеративное искусство.
В 1945 году Маркс был приглашён в Земельную школу искусств в Гамбурге, с 1950 года он работал как свободный художник в Кёльне. С 1955 года Маркс — член Берлинской Академии искусств. В начале 1970-х годов скульптор уехал в Айфель, где в сельской местности купил дом. В 1981 году он скончался, успев незадолго перед этим представить свою последнюю крупную работу в бронзе Прометей, терзаемый орлом («Prometheus unter dem Adler»).
Среди близких друзей Маркса следует назвать таких деятелей науки и культуры, как Эрнст Барлах, Вальдемар Гржимек (англ.), Лионель Фейнингер, Рихард Шайбе, Оскар Шлеммер.

## Выставки и награды
В 1914 году Маркс выставлял свои работы на Берлинском Сецессионе. После Второй мировой войны он принимал участие в венецианских биеннале, а также в международных выставках современного искусства documenta I (1955), II (1959), III (1964) в Касселе. В 1954 году он получил премию в области искусства земли Северный Рейн-Вестфалия, в 1955 — премию в области искусства города Берлина.
В 1952 году скульптор стал рыцарем ордена Pour le Mérite. В 1979 году он был награждён Командорским крестом ордена «За заслуги» ФРГ.
В 1980 году Маркс, наряду с художником Максом Эрнстом и композитором Карлхайнцом Штокхаузеном, стал почётным членом Академии искусств (Academy of Letters) в Нью-Йорке.
В 1971 году в Бремене открылся Дом Герхарда Маркса, ставший в настоящее время центром исследования его творчества и музеем современной скульптуры.

## Галерея

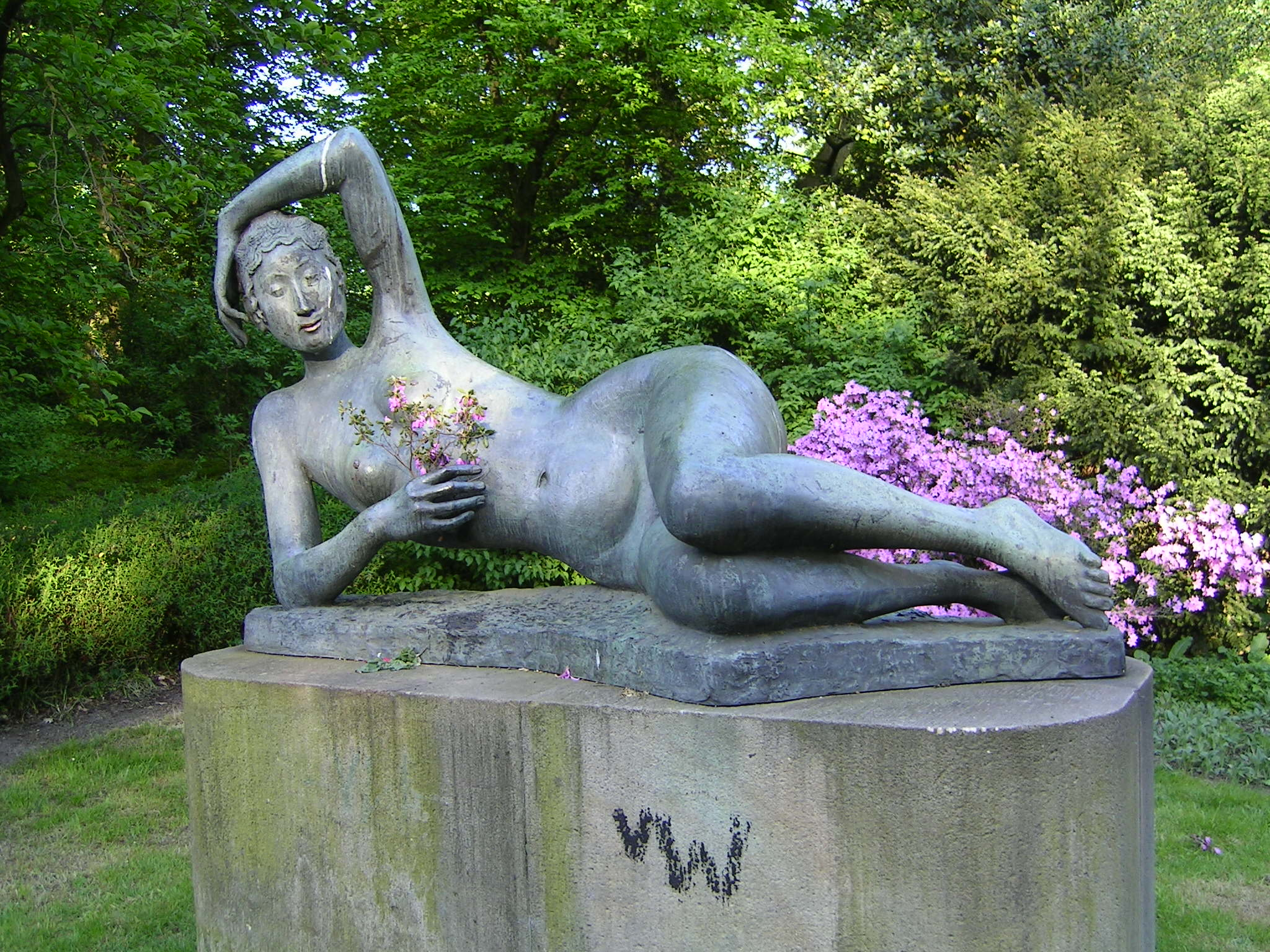
Эгина
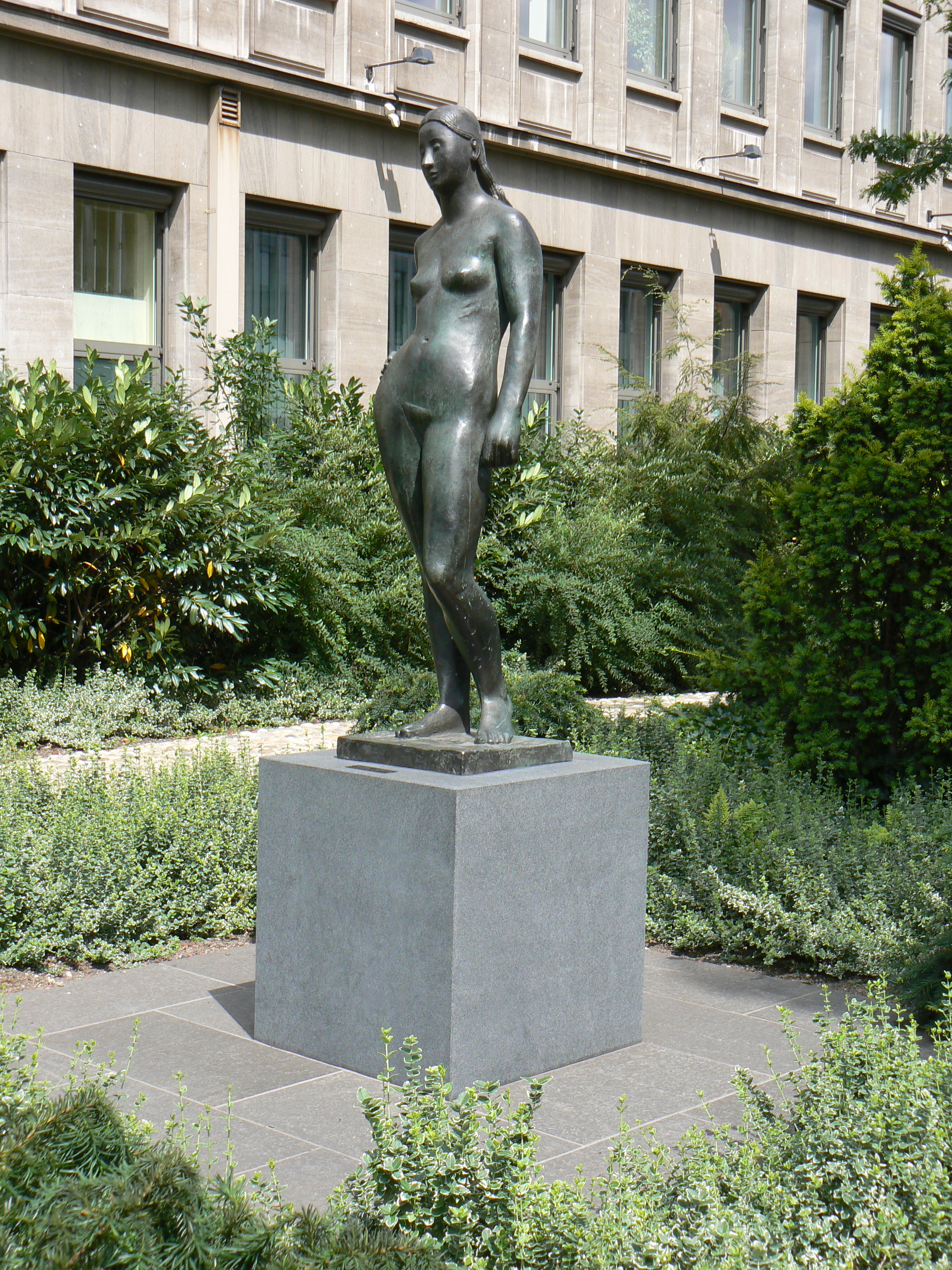
Фрейя (1950)
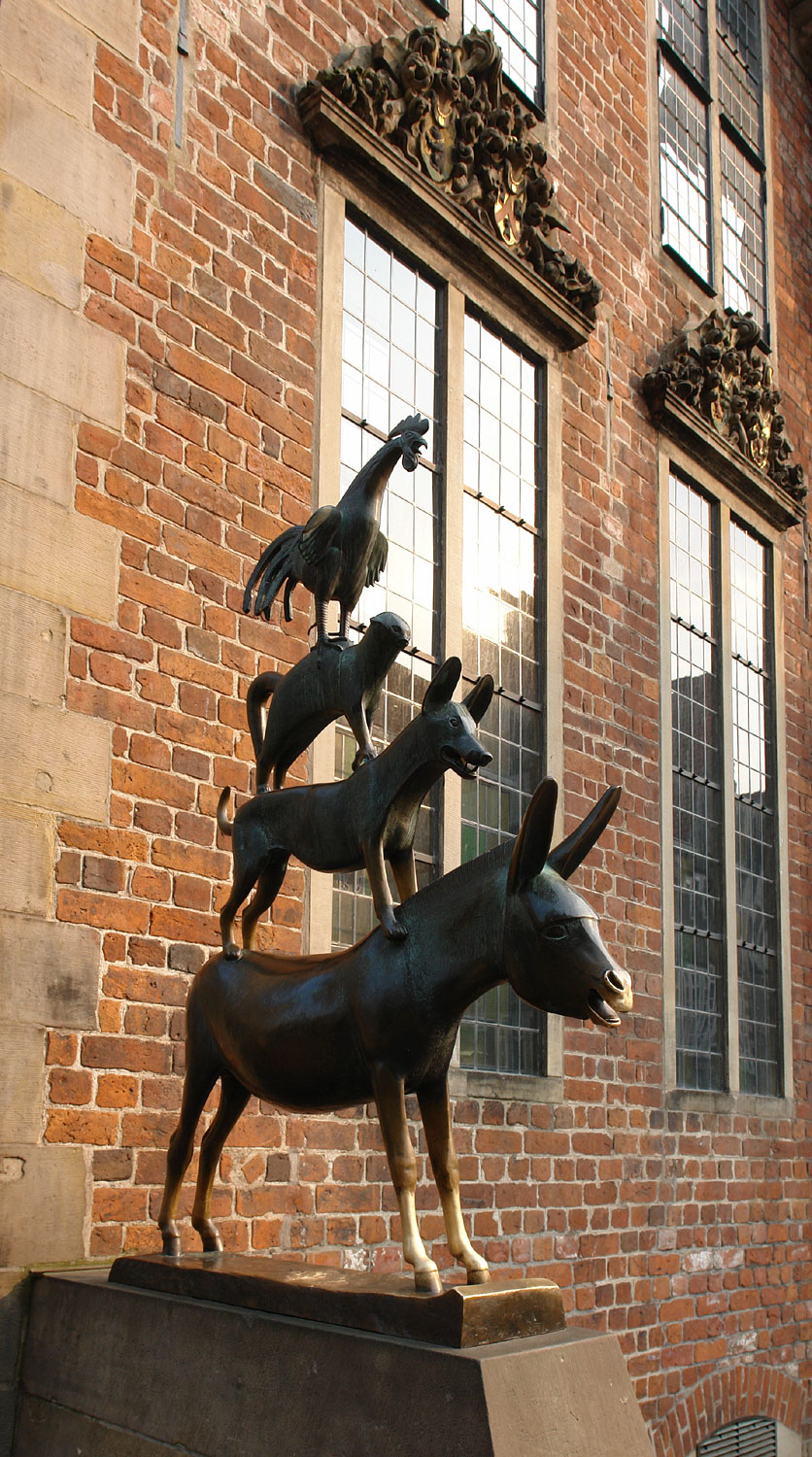
Бременские музыканты (1953)
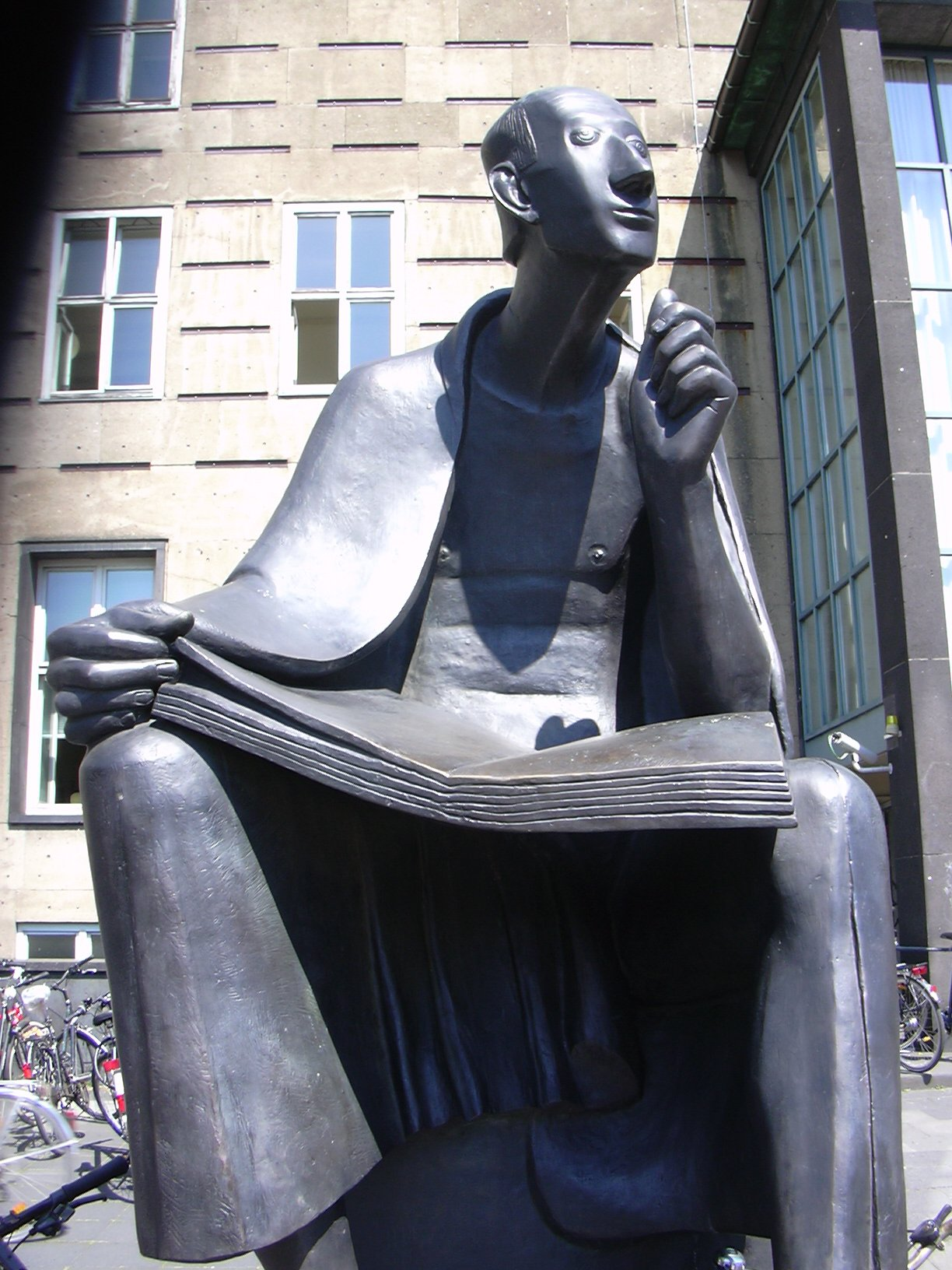
Альберт Великий (1956)
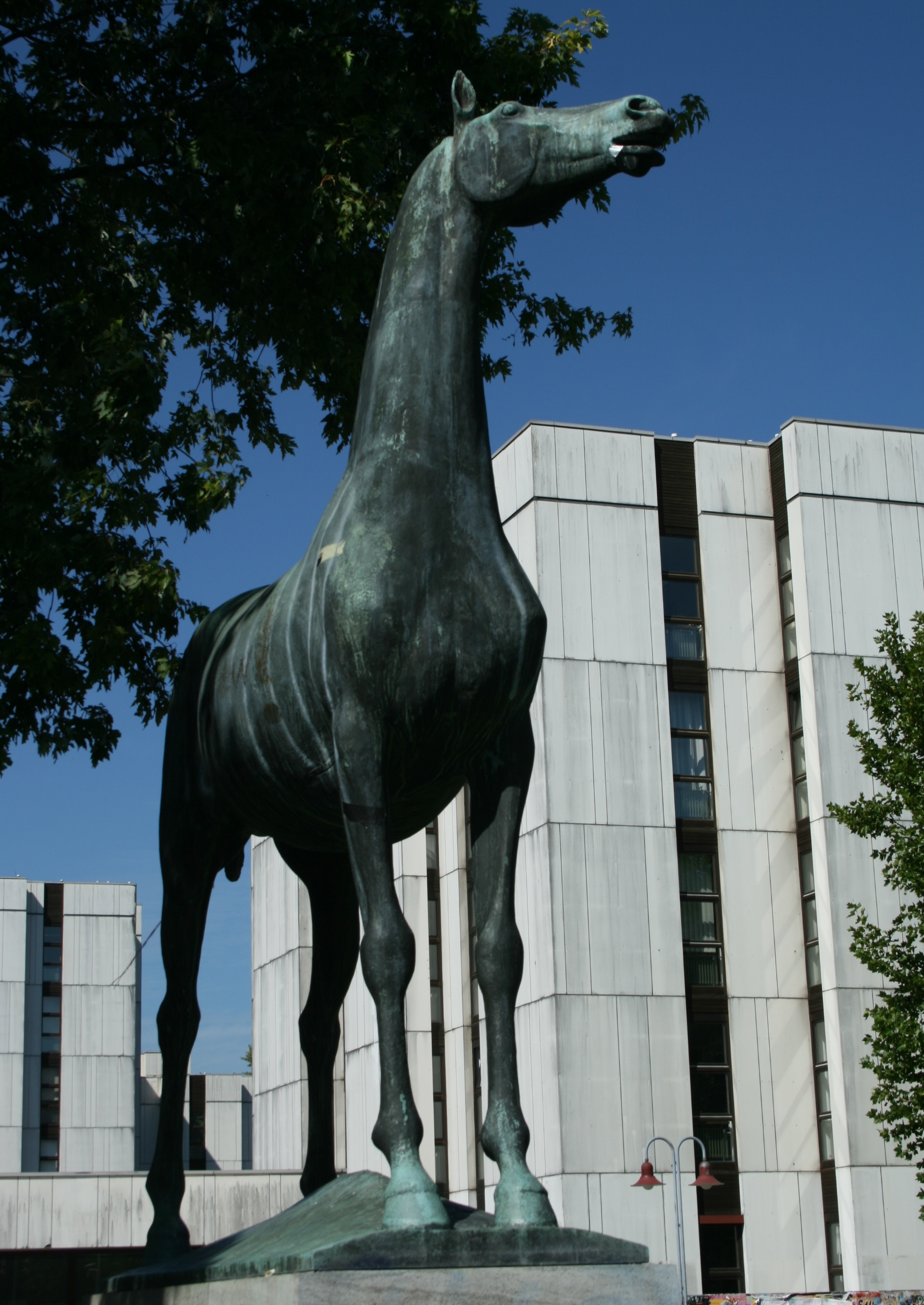
Ржущий конь (1961)
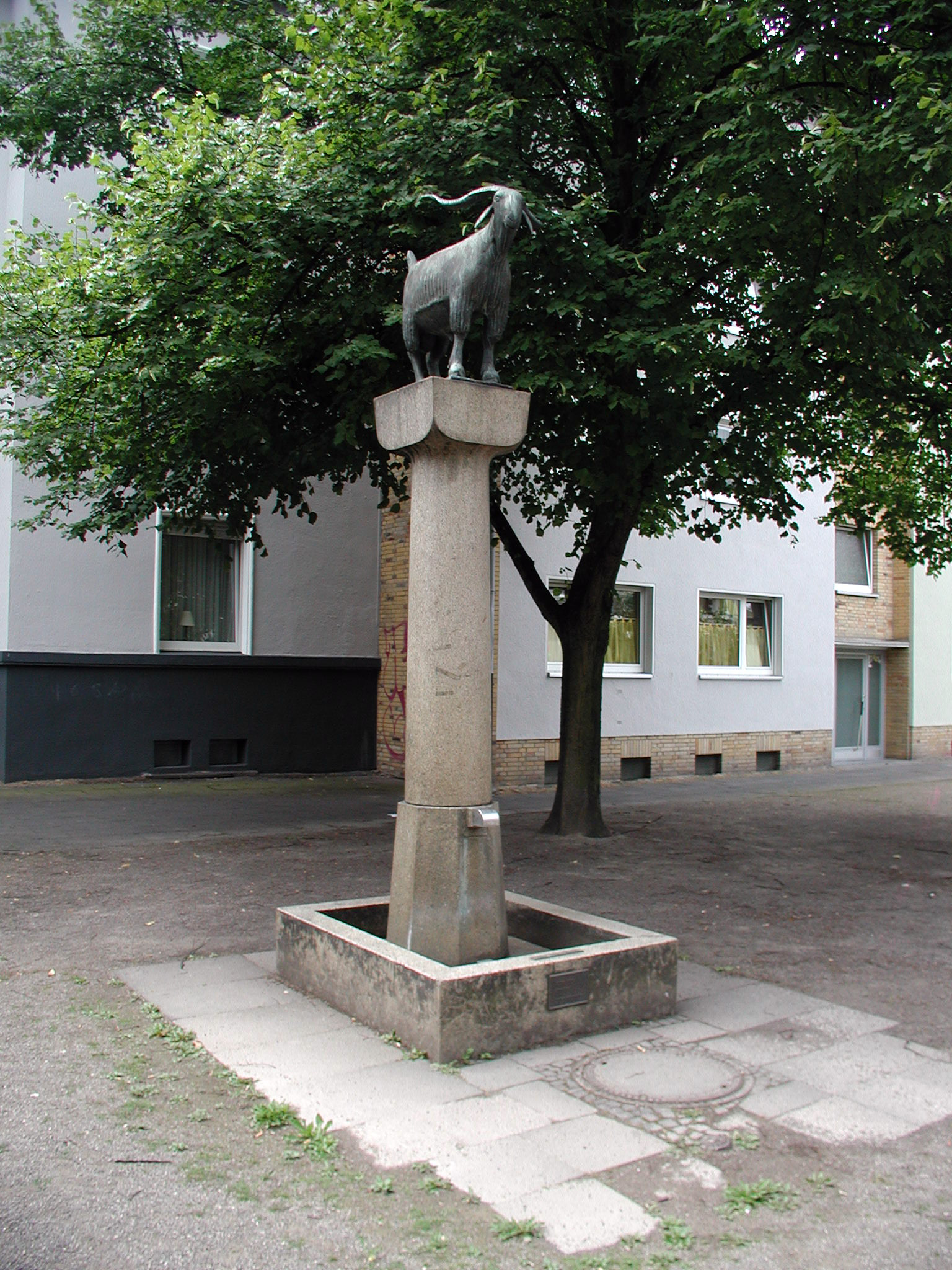
Дюкский козёл (1963)
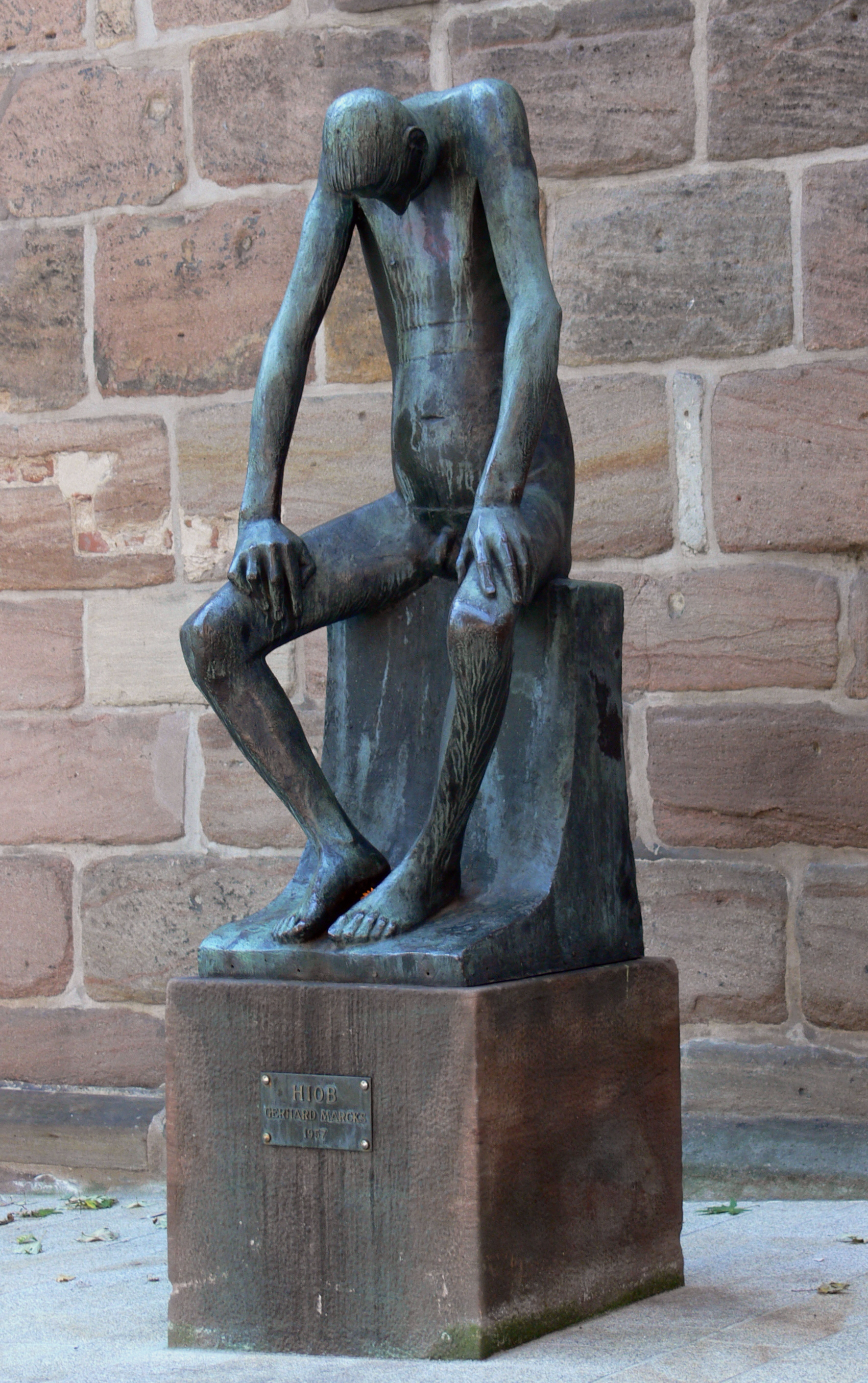
Иов (1957)
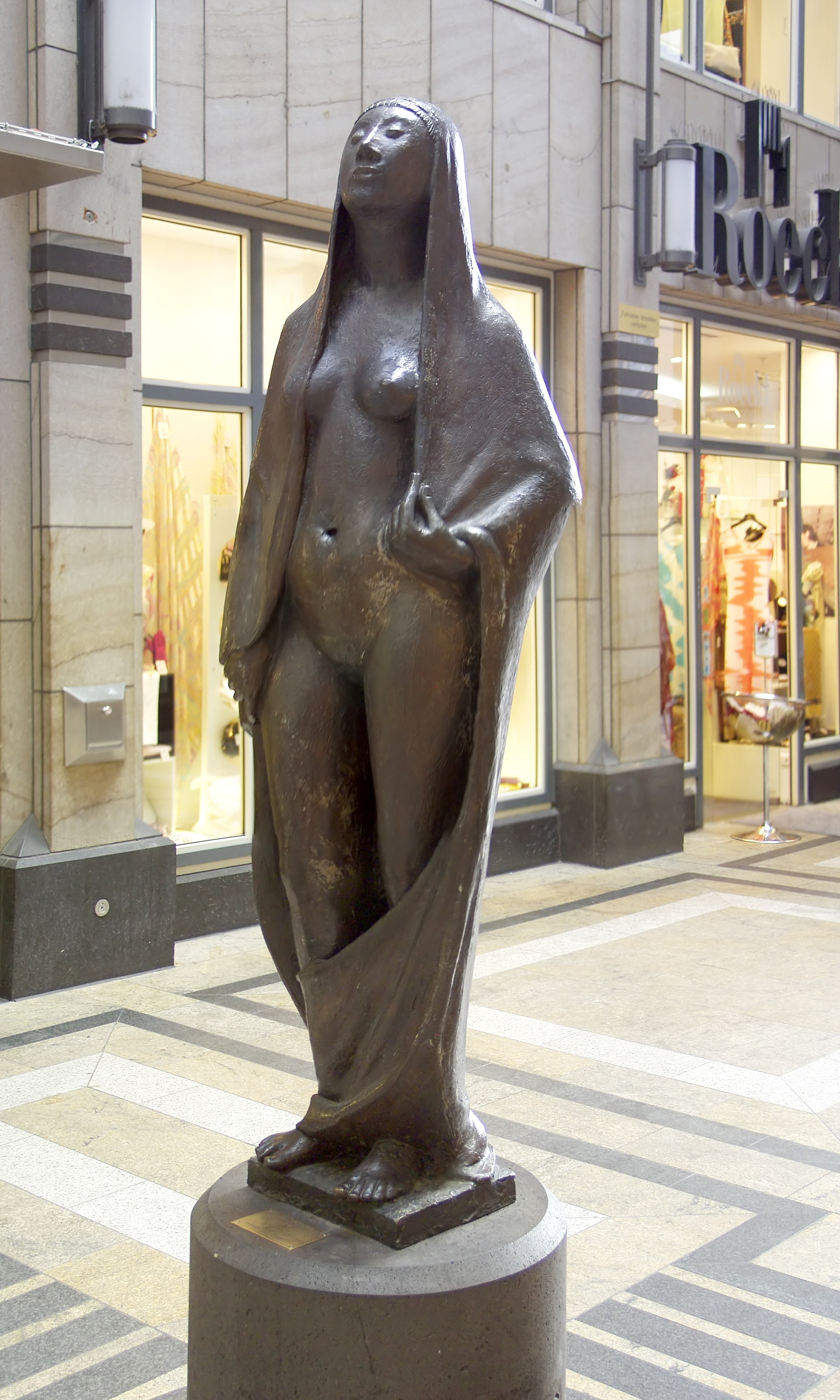
Гея II (1965)
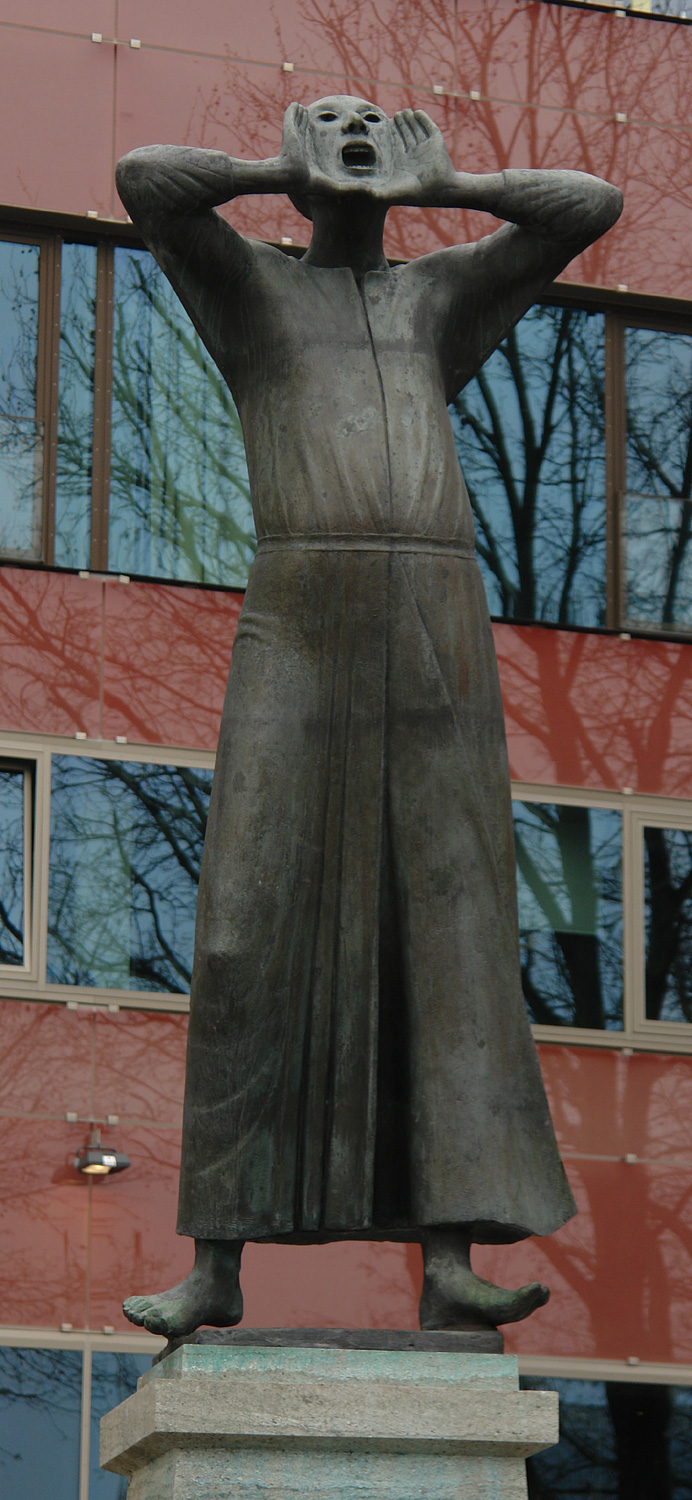
Зовущий (1967)
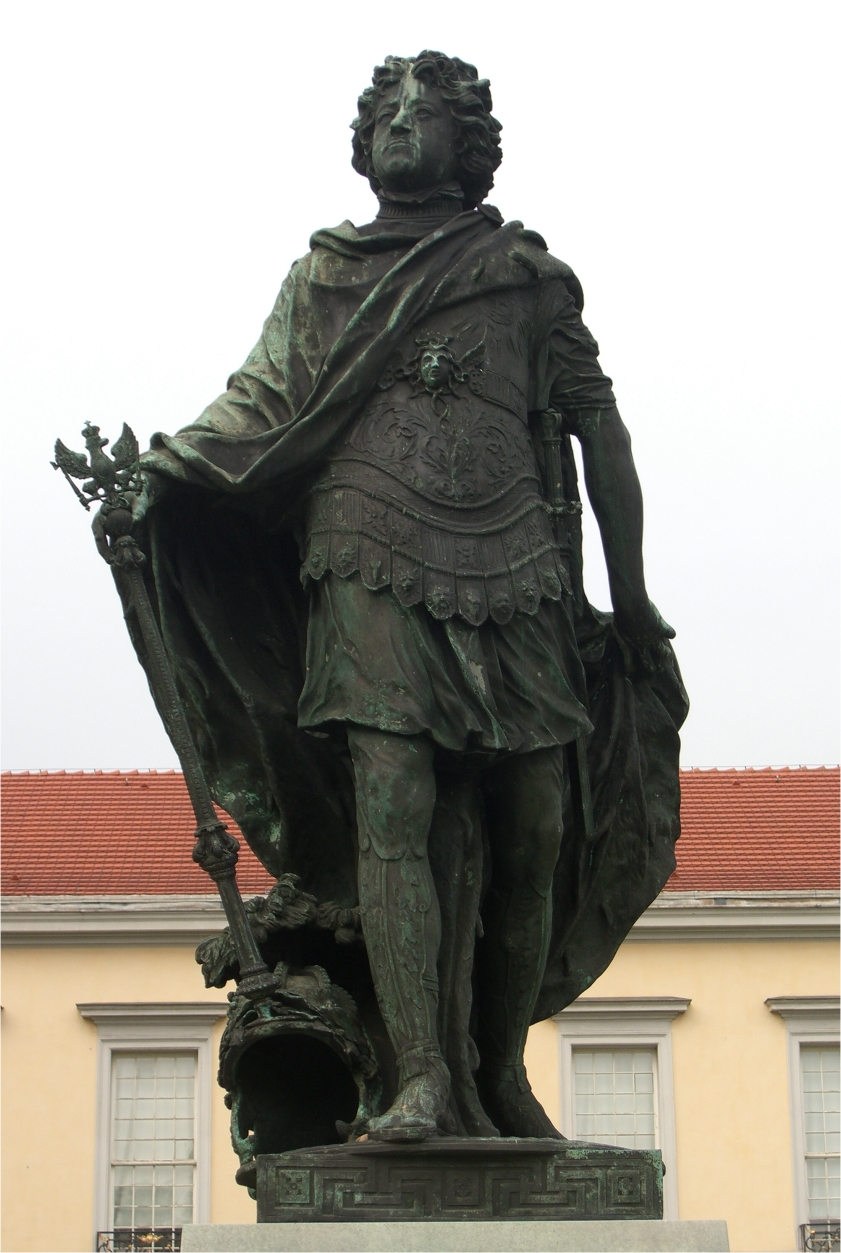
Памятник королю Фридриху I Прусскому